# Lepidopilum scabrisetum
Lepidopilum scabrisetum är en bladmossart som beskrevs av Steere 1948. Lepidopilum scabrisetum ingår i släktet Lepidopilum och familjen Daltoniaceae. Inga underarter finns listade i Catalogue of Life.